# Teodoro Prisciano
Teodoro Prisciano (in latino Theodorus Priscianus; fl. IV secolo) è stato un medico romano, autore dell'opera Rerum Medicarum Libri Quatuor.

## Carriera
Prisciano fu allievo di Vindiciano, e visse nel IV secolo, forse alla corte di Costantinopoli, dove avrebbe ricoperto il ruolo di archiatra.
Apparteneva alla scuola medica degli empirici, ma adottava anche qualche dottrina dei metodici e persino dei dogmatici.

## Rerum Medicarum Libri Quatuor
Il Rerum Medicarum Libri Quatuor, o «Materie medicali in quattro libri», è talvolta attribuito ad un certo Ottavio Oraziano. Il primo libro tratta di malattie esterne, il secondo di quelle interne, il terzo di malattie femminili e il quarto di fisiologia. Nella prefazione l'autore critica le dispute accademiche dei medici fatte in presenza del malato, e loda i rimedi indigeni in opposizione a quelli importati.
Fu pubblicato per la prima volta nel 1532, in folio a Strasburgo e in quarto a Basilea; questa seconda edizione è più corretta della prima ma non altrettanto completa, dato che manca del quarto libro e di diversi capitoli del primo e del secondo libro. Fu anche incluso nel'Experimentarius Medicinae di Kraut (Argent, folio, 1544) e nella collezione aldina dei Medici Antiqui Latini (1547, folio, Venetia). J. M. Bernhold pubblicò una nuova edizione in ottavo nel 1791, ma solo un primo volume, che includeva il primo libro e parte del secondo.
Prisciano è generalmente identificato come l'autore di un breve lavoro in lingua latina, Diaeta sive de Rebus Salutaribus Liber, pubblicato per la prima volta nel 1533 (fol. Argent.), insieme alla Hildegardis Physica, e poi separatamente nel 1632 (octavo. Hal. ed. G. E. Schreiner). I manoscritti e le successive edizioni a stampa identificano l'autore come «Theodorus».